# Municipio de Ciudad Madero
El municipio de Ciudad Madero es uno de los 43 municipios del estado mexicano de Tamaulipas. Su cabecera es la localidad de Ciudad Madero.

## Geografía
El municipio de Ciudad Madero abarca 48.8 km² y tiene una densidad de población de 4251.8 habitantes por kilómetro cuadrado. El municipio de Ciudad Madero colinda al norte con el municipio de Altamira, al oeste con el municipio de Tampico, al sur con el Estado de Veracruz y al este con el Golfo de México.

## Gobierno
| Presidente municipal             | Periodo   | Partido | Partido                              |
| -------------------------------- | --------- | ------- | ------------------------------------ |
| Teodoro Alcalá                   | 1943-1945 |         | Partido de la Revolución Mexicana    |
| Jesús Trujillo                   | 1945      |         | Partido de la Revolución Mexicana    |
| Salomón Gutiérrez                | 1946-1948 |         | Partido Revolucionario Institucional |
| José María Rodríguez             | 1949-1951 |         | Partido Revolucionario Institucional |
| Hermilio Chapoy                  | 1951      |         | Partido Revolucionario Institucional |
| José Cárdenas Argüelles          | 1952-1954 |         | Partido Revolucionario Institucional |
| Emilio Soto Rojas                | 1955-1957 |         | Partido Revolucionario Institucional |
| Álvaro Flores Montante           | 1958-1960 |         | Partido Revolucionario Institucional |
| Gabino González Vázquez          | 1961-1962 |         | Partido Revolucionario Institucional |
| Manuel García Balboa             | 1962      |         | Partido Revolucionario Institucional |
| Jesús González Armendáriz        | 1963-1965 |         | Partido Revolucionario Institucional |
| José Zárate Torres               | 1966-1968 |         | Partido Revolucionario Institucional |
| Zenón Hernández Ruiz             | 1969-1971 |         | Partido Revolucionario Institucional |
| Julio Dolores Martínez           | 1972-1974 |         | Partido Revolucionario Institucional |
| Hugo Barba Islas                 | 1975-1977 |         | Partido Revolucionario Institucional |
| Benito Santamaría Sánchez        | 1978-1980 |         | Partido Revolucionario Institucional |
| Erasmo González Martínez         | 1981-1983 |         | Partido Revolucionario Institucional |
| J. Guadalupe Reyna Aguilar       | 1984-1986 |         | Partido Revolucionario Institucional |
| Cirilo Juárez Sadierna           | 1987-1989 |         | Partido Revolucionario Institucional |
| Benito Ignacio Santa María       | 1990-1992 |         | Partido Revolucionario Institucional |
| Alfredo Pliego Aldana            | 1993-1995 |         | Partido de la Revolución Democrática |
| Jorge Mario Sosa Pohl            | 1996-1998 |         | Partido de la Revolución Democrática |
| Juan Manuel Hernández Correa     | 1999-2001 |         | Partido de la Revolución Democrática |
| Joaquín Antonio Hernández Correa | 2002-2004 |         | Partido de la Revolución Democrática |
| Guadalupe González Galván        | 2005-2007 |         | Partido Revolucionario Institucional |
| Sergio Arturo Posadas Lara       | 2008-2010 |         | Partido Revolucionario Institucional |
| Jaime Turrubiates Solís          | 2011-2013 |         | Partido Acción Nacional              |
| Esdras Romero Vega               | 2013-2016 |         | Partido Revolucionario Institucional |
| José Andrés Zorrilla Moreno      | 2016-2018 |         | Partido Acción Nacional              |
| Adrián Oseguerra Kernión         | 2018-2021 |         | Movimiento Regeneración Nacional     |
| Adrián Oseguerra Kernión         | 2021-2024 |         | Movimiento Regeneración Nacional     |